# 住宅發售計劃

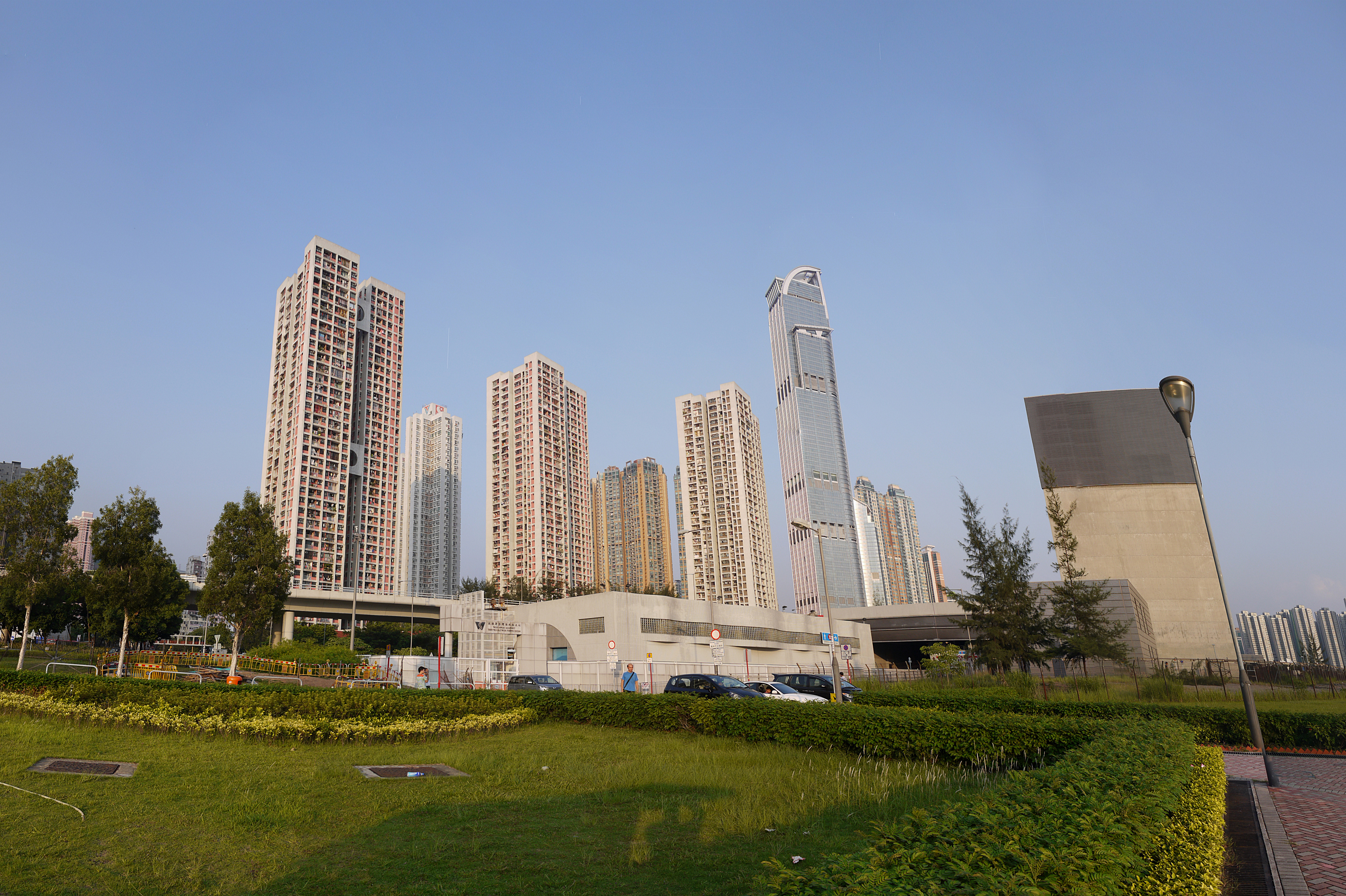
祈德尊新邨為住宅發售計劃首個項目

住宅發售計劃（英語：Flat-for-Sale Scheme, FFSS）是香港房屋協會由1985年開始興建較市價低的出售資助房屋（而批地價折扣接近售樓折扣，而非在象徵式1000元批地後才另擬定價），2012年起新建的屋苑則改稱資助出售房屋項目（英語：Subsidised Sale Flats Project, SSFP）。

## 簡介
計劃施行對象為房協轄下出租住宅租戶或符合香港房屋委員會轄下居者有其屋計劃（居屋）申請資格及收入上限的市民，並設有年期及補價轉售限制。2012年起，若相關屋苑發售期與居屋相近，則與居屋一併展開申請，並由房委會統一收集申請表及本票。

## 歷史
住宅發售計劃首個項目為1989年落成的祈德尊新邨，至2002年此計劃因應政府暫停出售資助房屋政策之前，房協合共興建了九個住宅發售計劃屋苑，最後一個項目為2001年落成啟德花園。直到2007年至2008年，房協將原規劃作夾心階層住屋計劃位於屯門的景新臺申請改為住宅發售計劃項目發售。
在2010年，政府宣布發展置安心資助房屋計劃，於2012年將位於青衣原為「置安心資助房屋計劃」的首個項目綠悠雅苑改為由房協推出的「資助出售房屋項目」，（之前落成的同類屋苑仍稱為住宅發售計劃）形式出售。「綠悠雅苑」，以折扣價出售予合資格人士，主要提供中小型單位。其後政府再委託房協在沙田、屯門及將軍澳區推行類似項目，分別為「綠怡雅苑」、「翠鳴臺」及「翠嶺峰」，項目已於2020年底前完成。現時，四個資助出售房屋項目共提供2,628個單位。
自2024年起，房協再推出「專用安置屋邨項目」，只供受新界東北發展計劃及其他清拆計劃影響人士購買，但其餘安排與住宅發售計劃（或資助出售房屋項目）無異。

## 住宅發售計劃屋苑
- 祈德尊新邨（A及B座）
- 偉景花園（第1至5座）
- 家維邨（第7至10座）
- 健康村（第1A、1B、2、3及4座）
- 樂年花園
- 寶石大廈（第1及2座）
- 茵怡花園（第1至6座）
- 翠塘花園（第1至10座）
- 啟德花園
- 景新臺

## 資助出售房屋項目屋苑
- 綠悠雅苑
- 綠怡雅苑
- 翠鳴臺
- 翠嶺峰
- 安達臣道石礦場發展計劃R2-2號土地（土地已批出[2]，建築中）
- 朗然（土地已批出，建築中）
- 峻然（土地已批出，建築中）
- 啟德發展區2B1號土地（土地已批出，建築中）
- 聚然（建築中）
- 元朗元龍街（規劃中）

## 專用安置屋邨（出售）
- 樂嶺軒（建築中）
- 樂啟軒（建築中）
- 樂翹軒I（建築中）
- 古洞北第24區項目（建築中）

## 外部連結
- 香港房屋協會：住宅發售計劃
- 香港房屋協會：資助出售房屋項目